# Vicious (Lou Reed)
Vicious è un brano musicale scritto dall'artista statunitense Lou Reed e pubblicato come 45 giri nel Regno Unito il 2 marzo 1973.
Traccia d'apertura e secondo singolo estratto dall'album Transformer, lo stesso anno uscì anche negli Stati Uniti su 45 giri con Goodnight Ladies come lato B e come lato B di Walk on the Wild Side, in questo caso distribuito anche in Europa.

## Tracce
1. Vicious (Lou Reed) - 2:55
2. Satellite of Love (Lou Reed) - 3:40

## Formazione
- Lou Reed - voce, chitarra ritmica
- Mick Ronson - chitarra solista
- Herbie Flowers - basso
- John Halsey - batteria, campanaccio, congas, maracas

## Il brano
Secondo quanto dichiarato nel 1989 sulla rivista Rolling Stone, Lou Reed fu ispirato da Andy Warhol per il testo della canzone: «Mi disse "Perché non scrivi una canzone intitolata Vizioso?", e io dissi "Che tipo di vizioso?", "Oh, sai, vizioso come se ti colpissi con un fiore", e l'ho scritto letteralmente».
Così come il lato B, anche Vicious venne prodotta e arrangiata da David Bowie e Mick Ronson, all'epoca chitarrista degli Spiders from Mars.

### Il lato B
La settima traccia di Transformer, uno dei brani più conosciuti del repertorio da solista di Lou Reed anche se all'epoca non riscosse molto successo, era stata scritta nel 1970 in previsione dell'inserimento nell'album Loaded dei Velvet Underground, dal quale venne però esclusa. Due mesi dopo l'uscita di Vicious, Satellite of Love uscì negli Stati Uniti con Walk and Talk It come lato B.

## Pubblicazioni successive
Vicious è stata pubblicata di nuovo nel 1984 come lato B di I Love You, Suzanne mentre il 45 giri originale è uscito nuovamente il 17 aprile 2010 negli Stati Uniti, stavolta con lato A e lato B invertiti.
Il brano si trova in diverse raccolte di greatest hits e in alcuni album live:
- Lou Reed Live (1975)
- Retro (1989)
- Between Thought and Expression: The Lou Reed Anthology (1992)
- The Best of Lou Reed & Velvet Underground (1995)
- Different Times: Lou Reed in the '70s (1996)
- Perfect Night: Live in London (1998)
- The Definitive Collection (1999)
- The Very Best of Lou Reed (2000)
- American Poet (2001)
- Legendary Lou Reed (2002)
- NYC Man (The Ultimate Collection 1967-2003) (2003)
- Playlist: The Very Best of Lou Reed (2008)
- The Essential Lou Reed (2011)

## Cover
Tra gli artisti che hanno pubblicato una cover di Vicious:
- i Blitz in Voice of a Generation del 1982
- A.C. Marias come lato B del singolo One of Our Girls (Has Gone Missing) del 1989
- The Sharp nell'EP Yeah I Want You del 1993
- Lloyd Cole nel CD singolo So You'd Like to Save the World del 1993 (edizione limitata)
- i Big Country nel CD singolo You Dreamer del 1995 (edizione limitata)
- Maggie Estep in Love Is a Dog From Hell del 1997
- The Dishrags in Love/Hate del 1997
- Jeff Dahl in I Was a Teenage Glam-Fag - Volume 2 del 2002
- gli Okapi Guitars in After Hours - A Tribute to the Music of Lou Reed del 2003
- Al Agami in Sange fra 1. sal del 2004
- Susanna in Flower of Evil del 2008
- Karen Elson come singolo nel 2011